# Russell Simpson
|  | Per a altres significats, vegeu «Russell Simpson (tennista)». |

Russell McCaskill Simpson (17 de juny de 1880 - 12 de desembre de 1959) fou un actor estatunidenc amb una extensa i prolífica labor cinematogràfica en papaers secundaris.

## Joventut
Russell Simpson va néixer el 17 de juny de 1880 (altres fonts indiquen 1877) a Danville (Califòrnia). Va assistir a escola de gramàtica al Districte de Danville, al comtat de Contra Costa de Califòrnia; va graduar el 2 de juliol de 1892. Amb 18 anys Simpson anà a buscar or a Alaska. Va començar classes d'actuació a Seattle, estat de Washington. Es casà amb Gertrude Alter de la Ciutat de Nova York el 19 de gener de 1910.

## Carrera

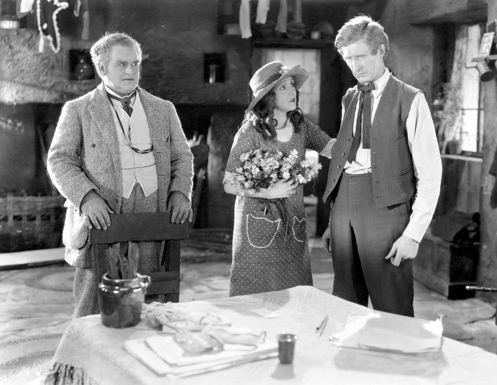
Russell (dreta) amb Lionel Belmore i Laurette Taylor a Peg o' My Heart (1922)

Actuà com a mínim en dos muntatges a Broadway entre 1909 i 1912, i debutà a la gran pantalla amb la pel·lícula de Cecil B. DeMille The Virginian del 1914. El 1923, quan es refeu la pel·lícula, Simpson assumí la interpretació del dolent.:487
Al llarg de la seva carrera Simpson va treballar per 12 anys en gires, empreses borsàries, i a Broadway. Simpson normalment no assumí papers principals, però va protagonitzar moltes pel·lícules al llarg de tota l'etapa del cinema mut. Tingué un paper principal com l'avi a Out of the Dust (1920).:317
Simpson és reconegut per la seva labor a les pel·lícules de John Ford:69,184 i, en particular, pel seu paper de Pa Joad a El raïm de la ira el 1940. Era conegut pels seu aspecte de "vell grisós" vell. Flac, esvelt i amb un so rústic, Simpson fou un actor de caràcter familiar durant gairebé quaranta-cinc anys, particularment com a membre del John Ford Stock Company.:183 Va treballar fins al 1959, any de la seva mort. La seva darrera pel·lícula fou The Horse Soldiers, la seva desena pel·lícula per Ford. Simpson era el president de l'Overseas Phonograph Accessories Corporation. Va morir el 12 de desembre de 1959 a Woodland Hills (Los Angeles). Simpson hauria aparegut en mig miler de pel·lícules al llarg de la seva vida.